# Acianthera panduripetala
Acianthera panduripetala  es una especie de orquídea epifita originaria de  Brasil donde se encuentra en la Mata Atlántica.

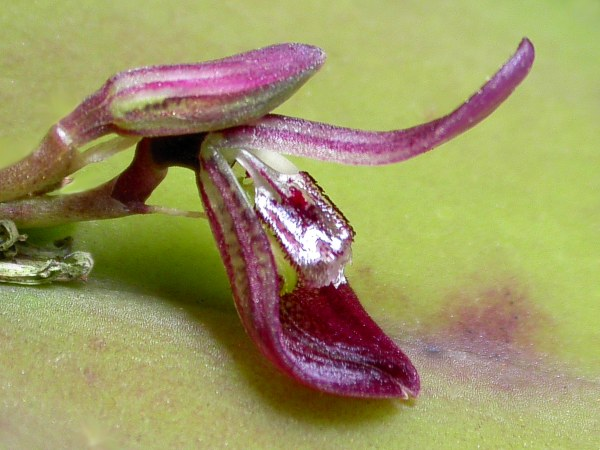
Detalle de la flor

## Taxonomía
Acianthera panduripetala fue descrita por (Barb.Rodr.) Pridgeon & M.W.Chase  y publicado en Lindleyana 16(4): 245. 2001.
Etimología
Acianthera: nombre genérico que es una referencia a la posición de las anteras de algunas de sus especies.
panduripetala: epíteto latino que significa "con forma de laud".
Sinonimia
- Pleurothallis kraenzliniana Cogn.
- Pleurothallis panduripetala Barb.Rodr.
- Pleurothallis panduripetala var. minor Hoehne	[4][5]